# Цзи Сіньпен
Цзи Сіньпен (спрощ.: 吉新鹏; кит. трад.: 吉新鵬; піньїнь: Jí Xīnpéng; нар. 30 грудня 1977, місто Сямень, провінція Фуцзянь, КНР) — китайський бадмінтоніст, олімпійський чемпіон.

## Спортивні досягнення
Завоював золоту олімпійську медаль на літніх Олімпійських іграх 2000 року в Сіднеї, здолавши у фінальному матчі індонезійця Хендравана.